# Émile Moreau (dramaturgo)
Émile Moreau, cuyo nombre completo era Marie-Jules-Émile Moreau (Brienon-sur-Armançon, 8 de diciembre de 1852-ibídem, 27 de diciembre de 1922), fue un escritor francés.

## Biografía
Se ofreció como voluntario para la guerra franco-prusiana de 1870 y participó en varias campañas bajo el mando del general Bourbaki.
En 1887, la Academia Francesa lo premió con el Pallas Athénée.
El compositor Paul Vidal se hizo con el primer Premio de Roma en 1883 con su cantata Le Gladiateur, a partir de un libreto de Moreau, mientras que Auguste Chapuis hizo lo propio con el Premio Rossini de 1886, que ganó con Les Jardins d'Armide.

## Obras
| - 1877: Parthénice, à-propos en un acto y en verso, Comédie-Française - 1883: Corneille et Richelieu, à-propos en un acto y en verso, Comédie-Française - 1885: Matapan, comedia en tres actos y en verso - 1887: Protestation, à-propos en verso, Comédie-Française - 1890: Le Drapeau, drama en cinco actos, con Ernest Depré, Théâtre du Vaudeville - 1890: Cléopâtre, con Victorien Sardou, con música de Xavier Leroux, Théâtre de la Porte-Saint-Martin - 1891: L'Auberge des mariniers, drama en cinco actos, Théâtre de l'Ambigu-Comique - 1893: Madame Sans-Gêne, comedia en tres actos y un prólogo, con Victorien Sardou, Théâtre du Vaudeville | - 1895: Le Capitaine Floréal, drama en cinco actos, con Ernest Depré, Théâtre de l'Ambigu-Comique - 1897: La Montagne enchantée, pièce fantastique en cinco actos y doce tableaux, con Albert Carré, con música de André Messager y Xavier Leroux, Théâtre de la Porte-Saint-Martin - 1899: Madame de Lavalette, drama, Théâtre du Vaudeville - 1901: Quo vadis ?, drama histórico en cinco actos y diez tableaux, con Louis Péricaud a partir de la novela homónima de Henryk Sienkiewicz, con música de Francis Thomé, Théâtre de la Porte-Saint-Martin - 1909:Le Procès de Jeanne d'Arc, drama histórico en cuatro actos, Théâtre Sarah-Bernhardt - 1909: Madame Margot, con Charles Clairville, Théâtre Réjane - 1912: La Reine Élisabeth, obra en cuatro actos, Théâtre Sarah-Bernhardt - 1920: Le Courrier de Lyon, drama en cinco actos y seis tableaux, con Paul Siraudin and Alfred Delacour, Théâtre de la Porte-Saint-Martin |